# FC Gueugnon
FC Gueugnon – francuski klub piłkarski z siedzibą w Gueugnon (Burgundia), założony 15 września 1940. Zdobywca Pucharu Ligi Francuskiej w sezonie 1999/2000.

## Historia
Klub utworzono 15 września 1940 - pod obowiązującą do dzisiaj nazwą Football Club de Gueugnon - w wyniku połączenia dwóch istniejących wcześniej stowarzyszeń sportowych: Association Sportive Gueugnonnaise oraz Foch. Kibicami drużyny byli w większości pracownicy miejscowej kuźni, stąd też wziął się jej przydomek – Les Forgerons („Kowale”). W 1947 r. osiągnęła ona swój pierwszy sukces, zdobywając tytuł amatorskiego mistrza Francji, po wygranej 2:1 nad Arago d'Orléans. Sukces powtórzono w 1952 r. W sezonie 1970/71 zespół po raz pierwszy awansował natomiast do Division 2. W 1974 r. pod wodzą środkowego pomocnika i największej wówczas gwiazdy drużyny – Casimira Nowotarskiego, FC Gueugnon dotarł do baraży o awans do Division 1, które jednak przegrał z FC Rouen. W sezonie 1978/79 ekipa „Kowali” wywalczyła mistrzostwo Division 2, jednak nie dostała licencji na grę we francuskiej ekstraklasie z powodu posiadania statusu amatorskiego. W latach 80. nastąpił co prawda kryzys w przemyśle stalowym, jednak w lipcu 1987 r. klub otrzymał status profesjonalnego. W sezonie 1990/91 drużyna dotarła do półfinału Pucharu Francji, odpadając w nim po wyjazdowej porażce 5:0 z AS Monaco. W sezonie 1994/95 zespół - pod wodzą trenera Rolanda Gransarta i z polskim napastnikiem Dariuszem Marciniakiem w składzie - po raz pierwszy i jedyny awansował do Division 1. Zadebiutował w niej 19 lipca 1995 remisem 0:0 u siebie z FC Metz. Na najwyższym szczeblu ligowym FC Gueugnon spędził zaledwie jeden sezon, spadając po zajęciu 18. miejsca. W sezonie 1999/2000 dotarł do 1/8 finału krajowego pucharu, przegrywając po serii rzutów karnych z FC Nantes (rundę wcześniej FC Gueugnon pokonał 4:3 na wyjeździe faworyzowany Olympique Marsylia). W 2000 r. zespół odniósł największy sukces w historii, zwyciężając na Stade de France w finale Pucharu Ligi Francuskiej 2:0 z Paris Saint-Germain i stając się tym samym pierwszym, drugoligowym triumfatorem tych rozgrywek. W sezonie 2000/01 wystąpił w Pucharze UEFA, jednak odpadł po dwumeczu z Iraklisem Saloniki (0:0, 0:1). Pierwsza dekada XXI wieku stała się dla drużyny równią pochyłą, prowadząc do zajęcia ostatniego miejsca w Championnat National i spadku do CFA w sezonie 2010/11. W kwietniu 2011 r. klub utracił status profesjonalnego.

## Sukcesy
- Amatorskie mistrzostwo Francji: 1947, 1952
- Mistrzostwo Division 2: 1979 (bez awansu do Division 1)
- Zdobywca Pucharu Ligi Francuskiej: 2000
- Półfinalista Pucharu Francji: 1991

## Reprezentanci kraju grający w klubie
| - Nadir Belhadj - Madjid Bougherra - Mansour Boutabout - Karim Kerkar - Rafik Mezriche - Abderaouf Zarabi - Alain Bettagno - Maxime Agueh - Mahamat Hissein - Franck Jurietti - Éric Mouloungui - Shiva N’Zigou - Habib Jean Baldé - Mamadi Kaba - Aboubacar Sylla |  | - Petar Georgijevski - Denis Tsoumou - Marco Randrianantoanina - Dramane Coulibaly - Abdellah Kharbouchi - Hocine Ragued - Jaouad Zairi - Ahmed Dabo - Pascal Gourville - Dariusz Marciniak - Fritz Emeran Nkusi - Amara Traoré - Robert Malm - Ali Boumnijel - Marc-Éric Gueï |

## Europejskie puchary
Legenda do wszystkich tabel:
- Q – runda eliminacyjna, 1/16, 1/8, 1/4, 1/2 – odpowiednia faza rozgrywek, Grupa – runda grupowa, 1r gr – pierwsza runda grupowa, 2r gr – druga runda grupowa, F – finał, R – runda, PO – play-off
- k. – rzuty karne, los. – losowanie, Dogr. – dogrywka, w. – zasada bramek strzelonych na wyjeździe

| Sezon   | Rozgrywki   | Runda | Przeciwnik | Dom | Wyjazd | Ogólnie |
| ------- | ----------- | ----- | ---------- | --- | ------ | ------- |
| 2000/01 | Puchar UEFA | 1R    | Iraklís    | 0–0 | 0–1    | 0–1     |